# شبكة الإذاعة المطبوعة للمعاقين
تاريخيًا، كان RPH يرمز إلى "راديو للمعاقين بصريًا"، وبدأت هذه الخدمات في أستراليا في عام 1975 على خط 3ZZ في ملبورن.
في 23 يوليو 1978، أعلن وزير البريد والاتصالات "إنشاء خدمة اتصالات لاسلكية خاصة للمكفوفين وغيرهم من الأشخاص الذين يعانون من صعوبات في القراءة".
بدأت الحكومة الفيدرالية تمويلها المباشر للخدمة بمنحة قدرها 250 ألف دولار في ميزانية 1981-1982.
في البداية، بدأت المحطات في هوبارت وملبورن وسيدني في العمل باستخدام ترددات النطاق البحري ( نطاق البث AM الممتد اليوم).تم بث قناة 7RPH Hobart على الهواء في يونيو 1982.
بحلول عامي 1984 و1985، كانت خدمات RPH تعمل أيضًا في بريسبان وكانبيرا.وبعد مراجعة أخرى، انتقلت المحطات المتخصصة في الخدمة إلى ترددات النطاق الإذاعي العادي في عامي 1990 و1991.
يتم سماع المواد من الشبكة على عدد صغير من المحطات المجتمعية غير التابعة للشبكة في أستراليا وعلى خدمة القراءة الإذاعية في نيوزيلندا.
في ديسمبر 2013، انضمت جميع محطات شبكة RPH Australia إلى منصة الأقمار الصناعية الجديدة VAST.